# Велика Вруда
Велика Вруда (рос. Большая Вруда) — присілок у Волосовському районі Ленінградської області Російської Федерації.
Населення становить 2468 осіб. Належить до муніципального утворення Большеврудське сільське поселення.

## Історія
Від 1 серпня 1927 року належить до Ленінградської області.

## Населення
| 2007 | 2010  | 2017  |
| ---- | ----- | ----- |
| 2152 | ↗2282 | ↗2468 |